# Bleu YInMn
Le bleu YInMn, ou bleu Oregon, est un pigment minéral de formule chimique YIn1−xMnxO3, avec 0 < x < 0,75, fabriqué par hasard en 2009 à l'université d'État de l'Oregon par Mas Subramanian (en) et al.,, il s'agit d'un solide cristallisé dans le système hexagonal selon le groupe d'espace P63cm (no 185) avec Z = 6. Il est notable par sa couleur bleue intense, d'une nuance proche de celle du bleu de cobalt, dont il diffère par sa réflectance inhabituellement élevée dans le proche infrarouge qui lui confère un intérêt particulier comme revêtement refroidissant. La teinte bleue dépend de la concentration x en cations de manganèse Mn3+ en coordination bipyramidale trigonale dans la structure cristalline particulière du matériau ; le bleu le plus intense correspond à x = 0,2, c'est-à-dire à l'oxyde YIn0,8Mn0,2O3, comparable au bleu de cobalt CoAl2O4, tandis que x = 0,1, soit l'oxyde YIn0,9Mn0,1O3, correspond au taux de manganèse le plus bas permettant une couleur bleue.

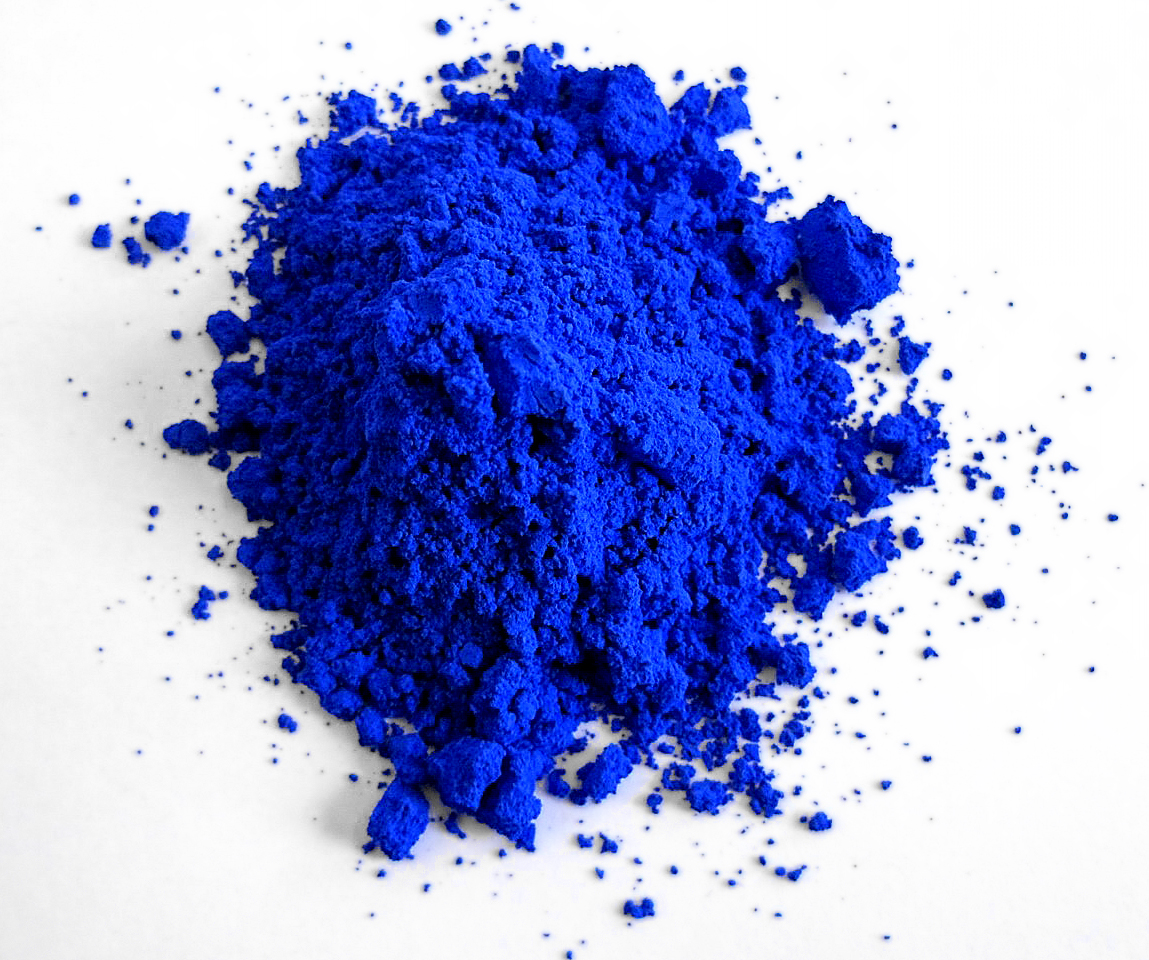
Poudre de bleu YInMn.

La substance a été découverte fortuitement dans le cadre de recherches sur les matériaux multiferroïques à base d'oxydes de manganèse en faisant réagir YInO3, oxyde ferroélectrique jaune transparent, et YMnO3, oxyde antiferromagnétique noir : à 1 093 °C (correspondant à 2 000 °F), la céramique obtenue présentait une couleur bleue saisissante.
Avec du pigment pulvérisé et un liant acrylique en proportion 4 pour 1, on obtient une nuance proche de celle du bleu de cobalt. Outre sa réflectance élevée dans l'infrarouge, ce pigment est stable et solide, résistant à l'eau, aux huiles et à la chaleur. Occupant une position chromatique entre le bleu de cobalt et le bleu outremer, il est opaque.
L'agence américaine de l'environnement a autorisé le bleu YInMn pour les revêtements industriels et les plastiques en septembre 2017, et pour les autres usages en 2020. Son prix limite ses utilisations, un tube de couleur pour artiste coûte 150 euros en 2021.